# ماراثون الرياض
ماراثون الرياض هو سباق رياضي دولي يقام في مدينة الرياض عاصمة المملكة العربية السعودية في 5 مارس 2022، ويعد أول ماراثون كامل احترافي يقام في المملكة معتمد من الاتحاد الآسيوي لألعاب القوى. ويعد الماراثون ضمن مبادرات الاتحاد السعودي للرياضة للجميع لدعم وتحقيق مستهدفات رؤية السعودية 2030 ضمن برنامج جودة الحياة، وذلك من خلال زيادة نسبة الأشخاص الذين يمارسون الأنشطة البدنية بشكل منتظم في السعودية إلى 40% بحلول عام 2030.

## المسار
يبلغ طول مسار الماراثون 42.2 كيلومتراً بداية من جامعة الملك سعود والذي سيأخذ جميع المشاركين في مسار يمر حول مدينة الرياض لاستكشاف المعالم السياحية.

## تفاصيل
تم تخصيص مسافة النصف ماراثون أي ما يعادل 21 كيلومتراً لمحبي رياضة الجري، وسباق بمسافة 10 كيلومترات لمن هم من سن 17 وفوق، بالإضافة إلى سباق بمسافة 4 كيلومترات للمبتدئين والأطفال من جميع أفراد المجتمع.

## الجوائز
تم رصد جوائز مالية بقيمة تصل إلى أكثر من مليون ريال سعودي ستقدم إلى الفائزين بالمراكز المتقدمة.

## وصلات خارجية
- الموقع الرسمي لماراثون الرياض.